# Flughafen Minatitlán

i8
i11
i13
Der Flughafen Minatitlán (spanisch Aeropuerto Internacional de Minatitlán, IATA-Code: MTT, ICAO-Code: MMMT) ist ein internationaler Flughafen nahe der Großstädte Minatitlán und Coatzacoalcos im Bundesstaat Veracruz im Süden Mexikos.

## Geschichte und Lage
Der gut 5 km (Luftlinie) von der Küste des Golfs von Mexiko entfernte Flughafen Minatitlán wurde im Jahr 1990 westlich der kleinen Ortschaft Canticas neu gebaut. Er liegt ca. 15 km nördlich von Minatitlán bzw. ca. 15 km südwestlich von Coatzacoalcos. 

## Fluggesellschaften und Ziele
In der Hauptsache werden Flüge verschiedener Fluggesellschaften von und nach Mexiko-Stadt abgewickelt.

## Passagierzahlen
In den Jahren 2014 bis 2017 wurden jeweils über 200.000 Passagiere jährlich abgefertigt. Danach erfolgte ein deutlicher Rückgang indolge der COVID-19-Pandemie.

## Zwischenfälle
- Am 17. Mai 1967 verunglückte eine Douglas DC-3/C-47B-10-DK der mexikanischen Petróleos Mexicanos (Pemex) (Luftfahrzeugkennzeichen XC-BII) 13 Kilometer südöstlich von Sontecomapan (Mexiko) und 65 Kilometer nordwestlich des Ziels, dem Flughafen Minatitlán. Alle 7 Insassen, drei Besatzungsmitglieder und 4 Passagiere, kamen ums Leben.[4]

- Am 11. April 2000 wurde ein Airbus A320 der Mexicana de Aviación (F-OHMD) auf dem Flughafen Minatitlán durch einen Brand zerstört. Der Tankwagen fuhr ab, während der Tankschlauch noch mit dem Flugzeug verbunden war. Der Schlauch riss, Treibstoff schoss heraus und ein Feuer brach aus. Es gab keine Todesfälle.[5]